# Chápavý ocas

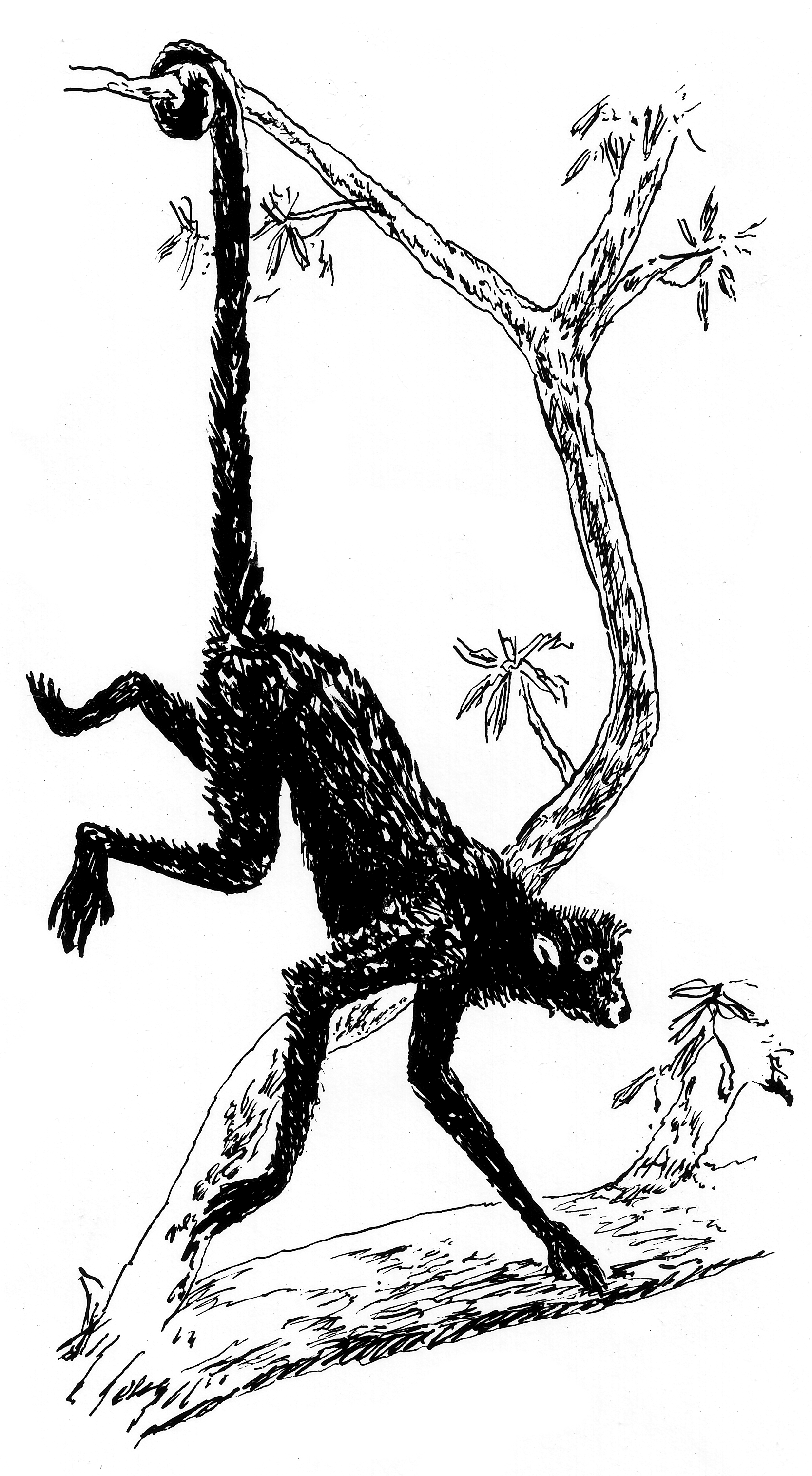
Kresba novosvětské opice s chápavým ocasem

Chápavý ocas označuje ocas živočicha adaptovaný k uchopování nebo přidržování předmětů. Plně chápavý ocas může sloužit jako pátá končetina k manipulaci s předměty, což zejména napomáhá stromovým tvorům při hledání a konzumaci potravy. Pokud k takové činnosti ocas nelze použít, je označován pouze jako částečně chápavý – takové ocasy často slouží k zavěšení celé váhy těla, anebo pomáhají při šplhání. V anglické literatuře se pro označení chápavého ocasu užívá termínu prehensile tail. Toto jméno vychází z latinského prehendere, tj. uchopit.
Chápavý ocas mnohých savců je na konci olysalý, přičemž tato třecí ploška napomáhá lepšímu úchopu.

## Evoluce
Chápavý ocas je adaptací hlavně americké zvířeny, přičemž se objevuje především mezi savci. V jihoamerických lesích má chápavý ocas mnohem více zvířat než v Africe a jihovýchodní Asii. Hypoteticky za tímto jevem může být to, že jihoamerické lesy jsou znatelně hustší; naopak v méně hustých lesích, jaké jsou například v jihovýchodní Asii, jsou zase hojnější plachtící živočichové, jako letuchy nebo někteří „létající hadi“ (jako bojga zlatá); v Jižní Americe se naopak plachtících obratlovců vyskytuje jenom málo. Jihoamerické deštné lesy se ve srovnání s Afrikou a Asií liší také větší početností popínavých lián. V takovém prostředí může být chápavý ocas dobrou adaptací, zatímco pro plachtění není podobné stanoviště ideální. V Austrálii a na Nové Guineji žije jak mnoho savců s chápavým ocasem, tak mnoho savců se schopností plachtění (z toho všichni plachtící savci mají do jisté míry chápavý ocas).
Chápavý ocas je typický pro ploskonosou čeleď chápanovitých opic, tj. pro chápany a vřešťany, zatímco u úzkonosých opic se taková adaptace neobjevuje. Z jiných savců s chápavým ocasem lze jmenovat některé mravenečníky (jako je mravenečník mexický), urzonovité, šelmu kynkažu anebo zástupce vačnatců z podřádu kuskusů. Chápavý nebo částečně chápavý ocas se neobjevuje pouze u savců; je jím i ocas mořských koníčků nebo scinka šalomounského, mohutného ještěra ze Šalomounových ostrovů.

## Galerie

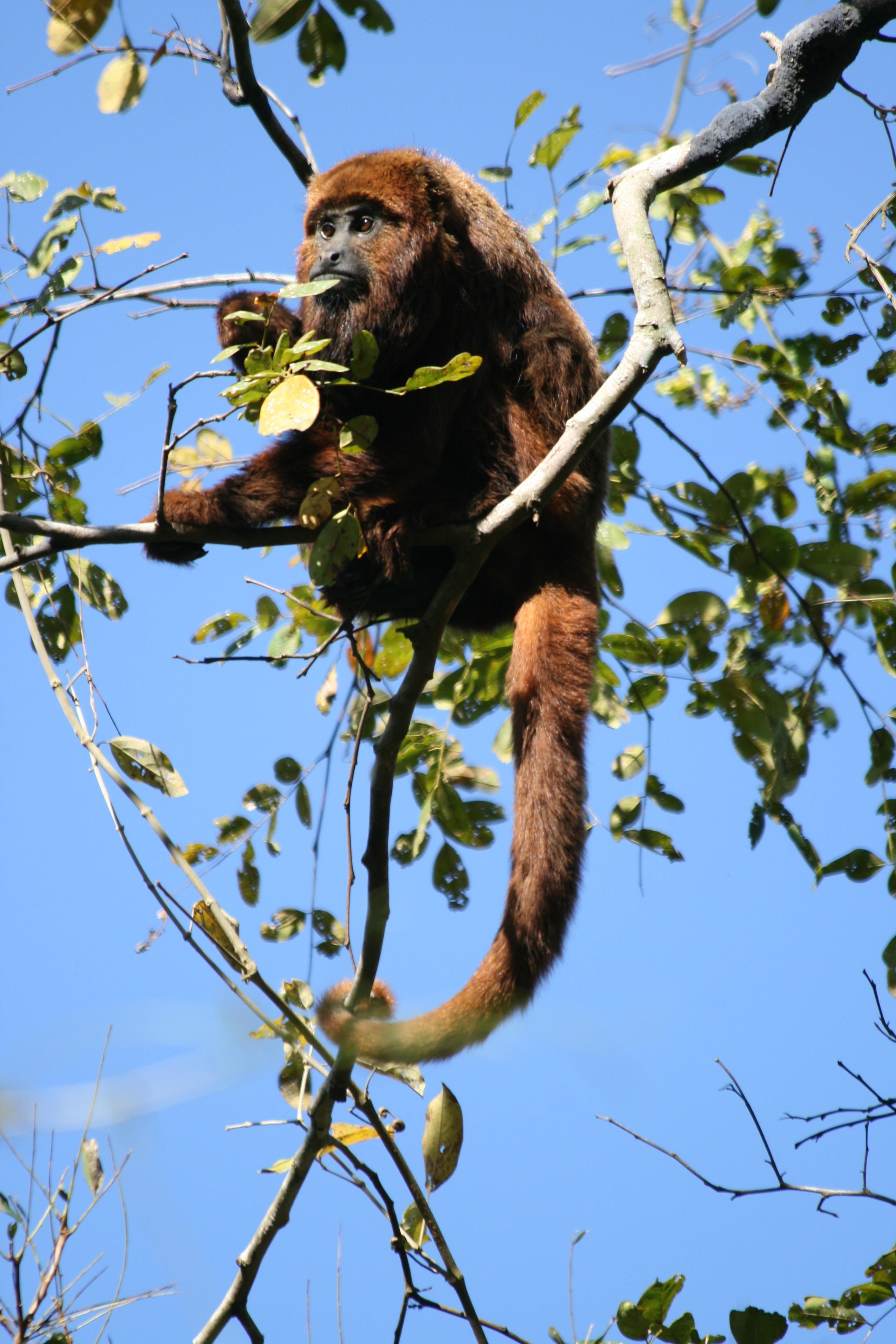
Vřešťan hnědý se přidržuje chápavým ocasem
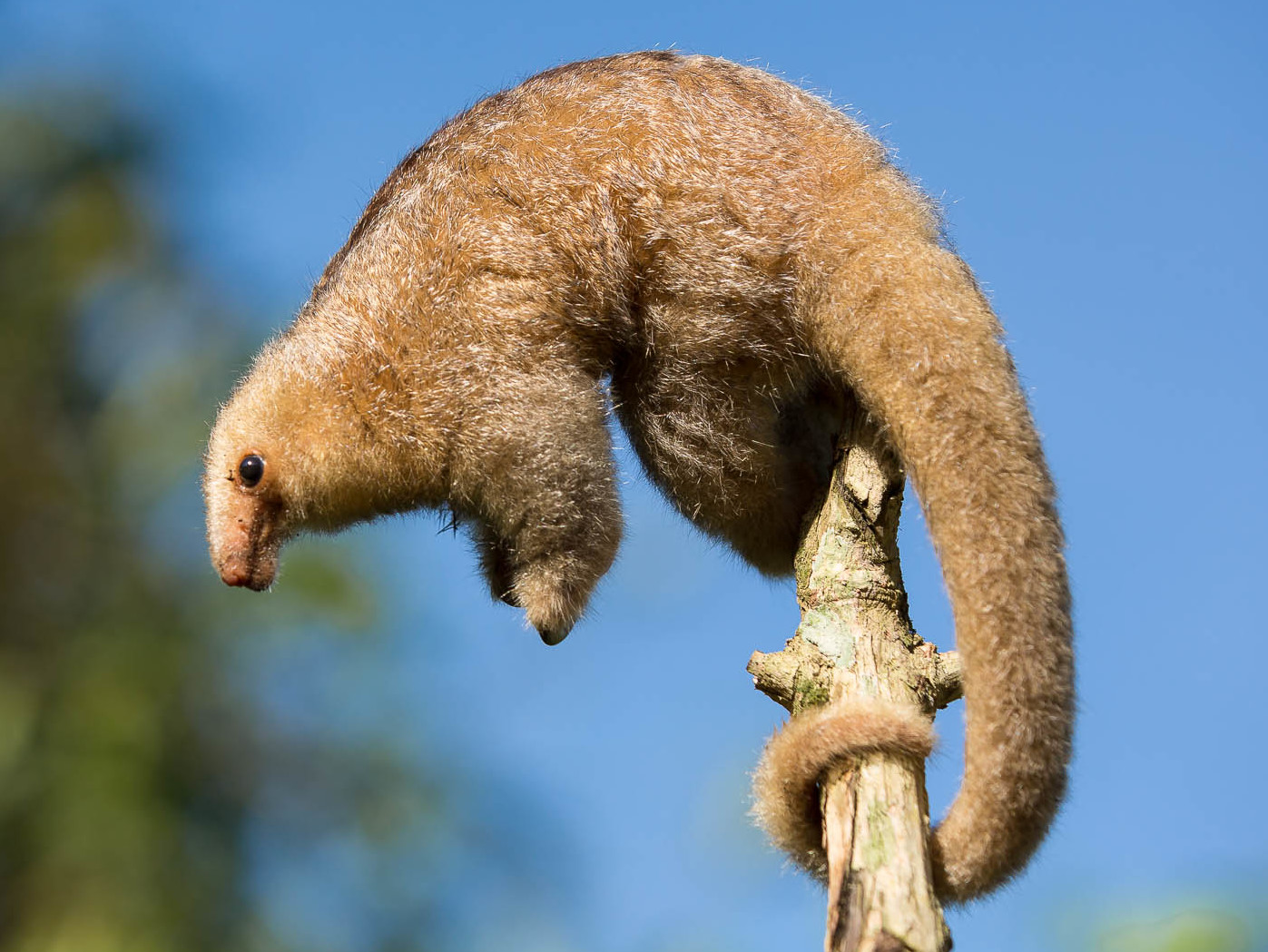
Mravenečník dvouprstý a jeho chápavý ocas
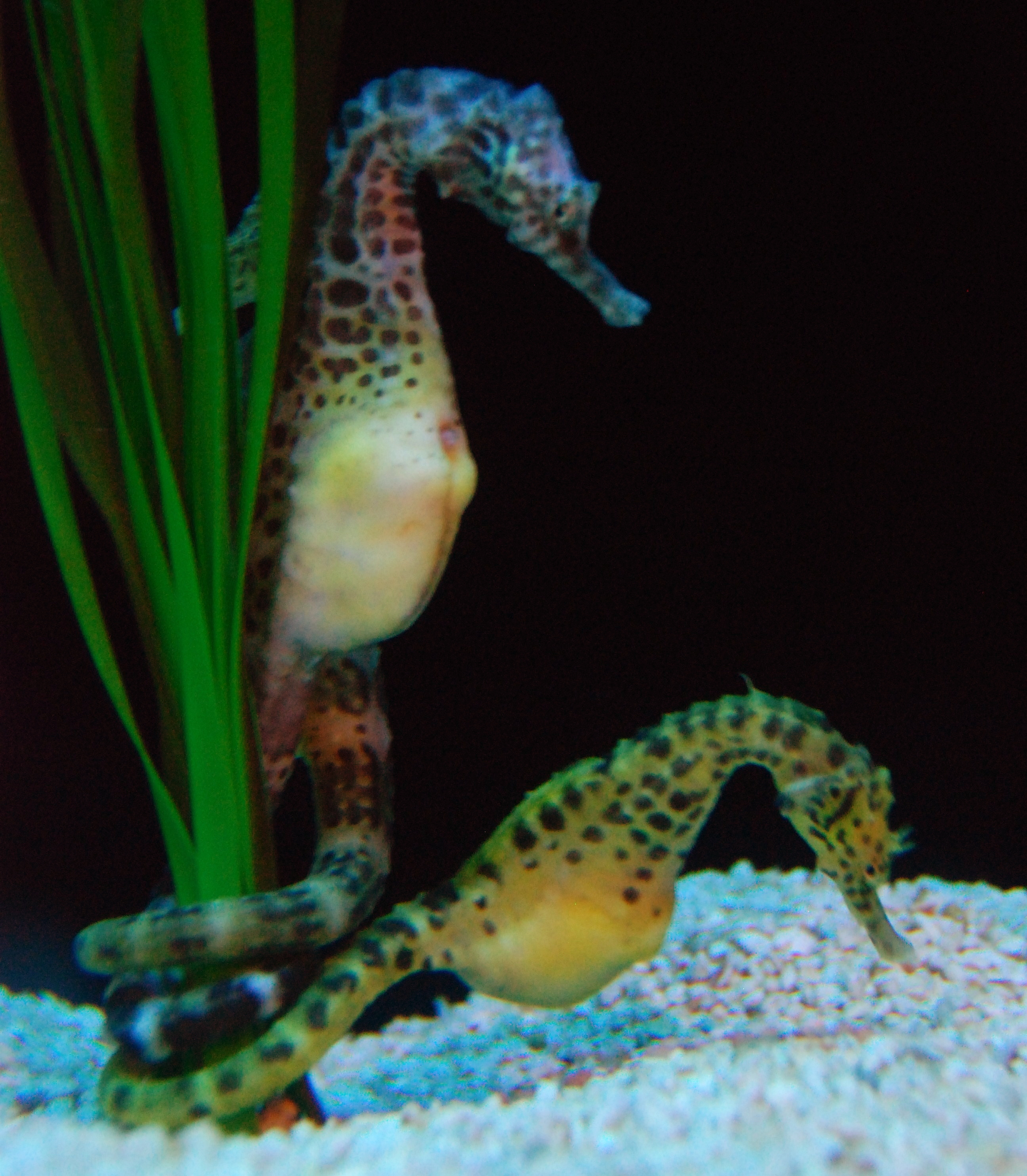
Koníček velkobřichý
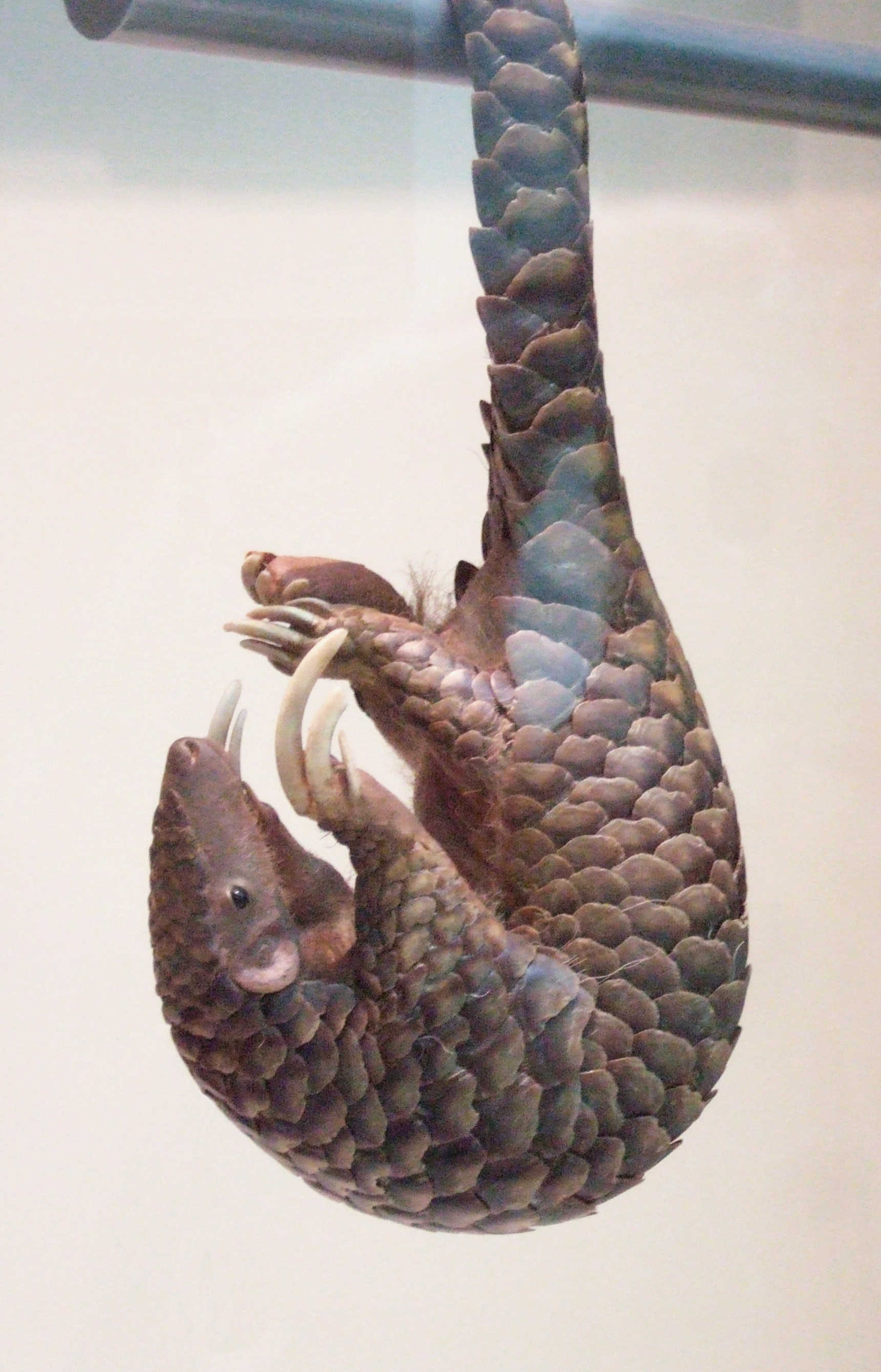
Luskoun krátkoocasý
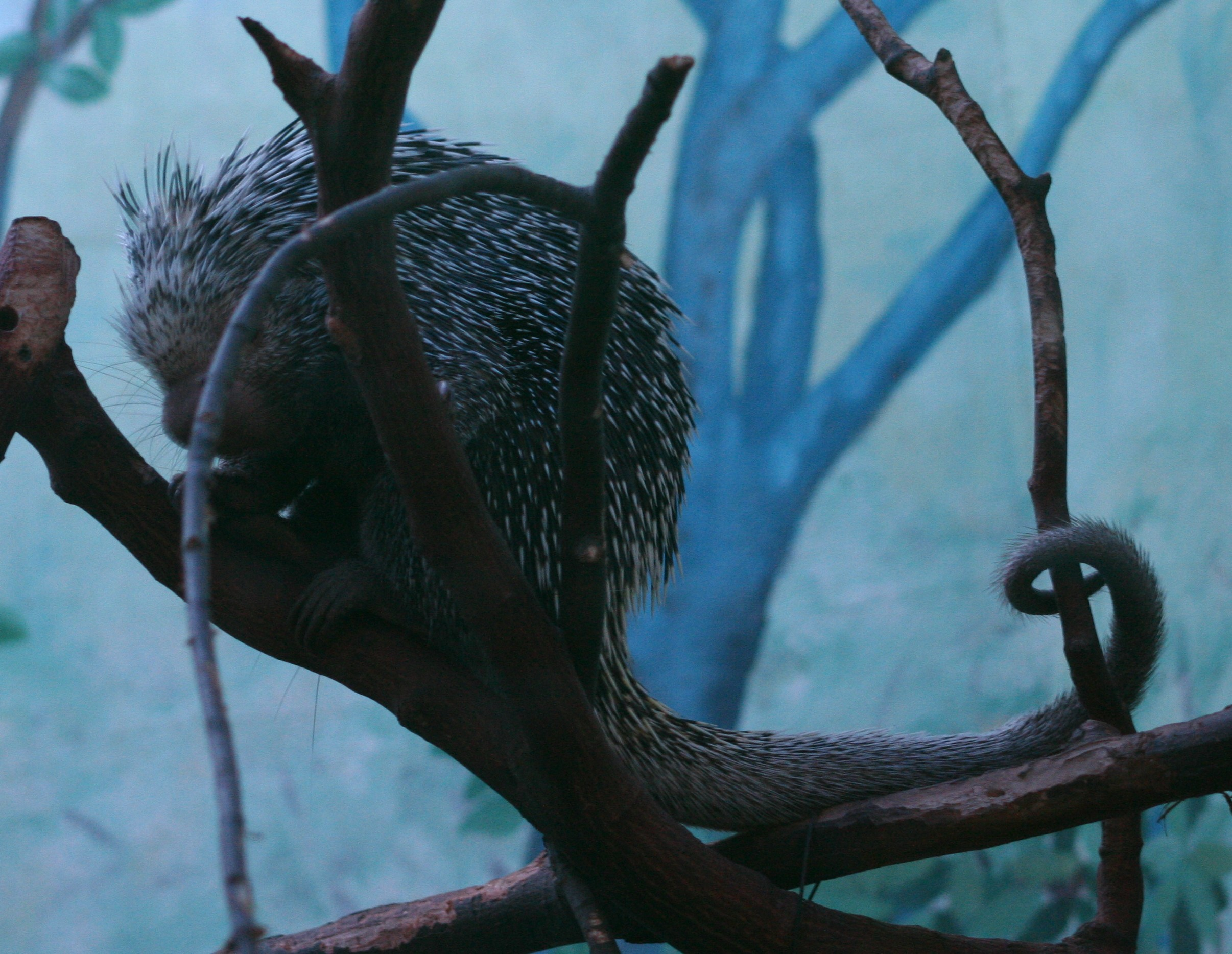
Chápavý ocas u urzonovitých; zde kuandu